# Tirynthoides
Tirynthoides is een geslacht van vlinders van de familie dikkopjes (Hesperiidae), uit de onderfamilie Hesperiinae.

## Soorten
- T. lotana (Butler, 1870)
- T. virilis (Riley, 1929)